# 기장 척화비
기장 척화비(機張 斥和碑)는 부산광역시 기장군 기장읍 용암초등학교에 있는 척화비이다. 1996년 5월 25일 부산광역시의 기념물 제41호 기장척화비로 지정되었다가, 2014년 9월 3일 기장 척화비로 띄어쓰기를 적용하여 문화재 지정명칭이 변경되었다.

## 개요
척화비란 조선 고종 때 병인양요, 신미양요를 승리로 이끈 흥선대원군이 서양세력을 배척하고, 이를 모든 백성에게 일깨워 주고자 전국의 중요한 곳에 세워두도록 한 것으로, 이 비도 그 중 하나이다.
비는 낮은 사각받침돌 위로 길쭉한 비몸돌을 세운 모습이다. 비문에는 ‘서양 오랑캐가 침범하는데 싸우지 아니하고 화친하자고 주장하는 것은 나라를 팔아먹는 것이니, 우리 만년자손에게 경계한다’는 강한 어투의 경고문을 적고 있다.
원래는 대변항 방파제 안쪽의 동해바다가 굽어보이는 곳에 세워두었으나, 일제시대에 항을 넓히면서 일본인에 의해 뽑혀 바다 속에 버려졌던 것을, 해방 후 다시 건져내었는데 현재는 용암초등학교 내에 세워져있다.

## 같이 보기
- 용암초등학교

## 참고 자료
- 기장 척화비 - 국가유산청 국가유산포털